# Maria Lúcia Dahl
Maria Lúcia Dahl, nata Maria Lúcia Carneiro (Rio de Janeiro, 20 luglio 1941 – Rio de Janeiro, 16 giugno 2022), è stata un'attrice brasiliana.

## Biografia
Maria Lúcia Dahl nacque a Rio de Janeiro il 20 luglio del 1941. Era sorella della costumista Marília Carneiro.
Da giovane viaggiò in Europa toccando diverse città tra cui Roma, dove incontrò il suo primo marito, il connazionale Gustavo Dahl, di cui avrebbe poi assunto il cognome. Ritornata quindi in Brasile, iniziò una lunga carriera di attrice in teatro, al cinema e in televisione.
Si risposò con Marcos Medeiros, con cui ebbe la sua unica figlia, l'attrice Joana Medeiros.
Morì il 16 giugno del 2022 a Rio, nel Retiro dos Artistas. Da tempo soffriva della Malattia di Alzheimer.

## Filmografia

### Cinema
- Menino de Engenho, regia di Walter Lima Jr. (1965)
- A Grande Cidade, regia di Carlos Diegues (1966)
- Mar Corrente, regia di Luiz Paulino dos Santos (1967)
- Cara a Cara (1967)
- O Levante das Saias, regia di Ismar Porto (1967)
- O Bravo Guerreiro, regia di Gustavo Dahl (1969)
- Pobre Príncipe Encantado (1969)
- Macunaíma, regia di Joaquim Pedro de Andrade (1970)
- Guerra Conjugal, regia di Joaquim Pedro de Andrade (1975)
- Um Homem Célebre, regia di Miguel Faria Jr. (1974)
- Motel, regia di Alcino Diniz (1975)
- Ipanema, Adeus, regia di Paulo Roberto Martins (1975)
- Deixa, Amorzinho... Deixa (1975)
- Tem Alguém na Minha Cama (1976)
- Gordos e Magros, regia di Mário Carneiro (1976)
- Revólver de Brinquedo (1977)
- Noite em Chamas, regia di Jean Garrett (1977)
- A Árvore dos Sexos, regia di Silvio de Abreu (1977)
- Gente Fina É Outra Coisa, regia di Antônio Calmon (1977)
- Os Sensuais (1978)
- O Bom Marido, regia di Antônio Calmon (1978)
- Eu Matei Lúcio Flávio, regia di Antônio Calmon (1979)
- Os Noivos (1979)
- Terror e Êxtase, regia di Antônio Calmon (1979)
- O Gosto do Pecado, regia di Cláudio Cunha (1980)
- Giselle, regia di Victor di Mello (1980)
- Fruto do Amor (1981)
- Eu Te Amo, regia di Walter Clark (1981)
- Mulher Objeto, regia di Silvio de Abreu (1981)
- Idolatrada (1983)
- Os Bigodes da Aranha (1992)
- Veja Esta Canção, regia di Carlos Diegues (1994)
- Quem Matou Pixote?, regia di José Joffily (1996)
- A Terceira Morte de Joaquim Bolívar, regia di Flávio Cândido (2000)
- Histórias do Olhar, regia di Isa Albuquerque (2002)
- Mais uma Vez Amor, regia di Rosane Svartman (2005)
- O Gerente, regia di Paulo César Saraceni (2011)
- Cine Paissandu: História de Uma Geração (2014)

### Televisione
- O Espigão - telenovela (1974)
- Gabriela - telenovela (1975)
- Espelho Mágico - telenovela (1977)
- Dancin' Days - telenovela (1978)
- Ciranda Cirandinha - serie TV (1978)
- Brazil (Amizade Colorida) - miniserie TV (1981)
- Voltei pra Você - telenovela (1983)
- Ti Ti Ti - telenovela (1985)
- Anos Dourados - miniserie TV (1986)
- Cambalacho - telenovela (1986)
- Bambolê - telenovela (1987)
- O Primo Basílio - miniserie TV (1988)
- Olho por Olho - telenovela (1988)
- O Fantasma da Ópera - miniserie TV (1991)
- Anos Rebeldes - miniserie TV (1992)
- Salsa e Merengue - telenovela (1996)
- Velas de Sangue - miiserie TV (1997)
- Torre de Babel - telenovela (1998)
- Cobras & Lagartos - telenovela (2006)
- Aquele Beijo - telenovela (2011)